# Johan Peter Wallander
Johan Peter Wallander, född 5 maj 1809 i Mortorp, död 17 december 1877 i Kalmar, var en svensk organist och amatörorgelbyggare.

## Biografi
Wallanders föddes 5 maj 1809 på Österhult 1 i Mortorps socken. Han var son till bonden Peter Olofsson och Anna Stina. Wallander arbetade mellan 1829 och 1843 som klockare i Mörbylånga församling. Bor 1863–1868 i Hossmo socken. Familjen flyttar 1868 till kvarter Malmen 5 i Kalmar. De flyttade 1874 till kvarter 128. Wallander avled 17 december 1877 i Kalmar.
Han var anlitad för reparationer på orglar.

### Familj
- Gifter sig 8 maj 1864 med Helena Olsdotter, född 30 november 1820 i Söderåkra socken.